# Равен (газове родовище)
Равен — офшорне газове родовище в єгипетському секторі Середземного моря, за 40 км від узбережжя. Відноситься до нафтогазоносного басейну дельти Нілу. Разом з рядом інших родовищ (Таурус, Лібра, Фаюм та Гіза) включене до проекту West Nile Delta, який реалізують BP (оператор) та RWE DEA.

## Характеристика
Відкрите у 2004 році свердловиною Raven 1X, спорудженою в районі з глибиною моря 650 метрів. Поклади вуглеводнів виявлено у відкладеннях середнього та верхнього міоцену та пліоцену. Колектори пов'язані з турбідітами, що заповнили систему створених ерозією каньйонів. Газоматеринськими породами є відкладення еоцену та крейди, багаті на біогенний матеріал.
Розробку Равен почали у 2021 році із видачею продукції до газопереробного заводу Равен.
Запаси родовища оцінюються у 113 млрд.м3 газу.